# Бзіпі (річка)
Бзіпі (груз. ბზიფი, (абх. Бзыҧ) — річка на Західному Кавказі в Абхазії. 

## Опис
Довжина 110 км, площа басейну 1 510 км². Середня витрата води в нижній течії 104 м³/с. Впадає в Чорне море двома рукавами. Сплав лісу. В басейні річки розташоване озеро Рица.